# فنسنت براون (مؤرخ)
فنسنت براون (بالإنجليزية: Vincent Brown)‏ هو مؤرخ أمريكي، ولد في 1 ديسمبر 1967.